# Java (jeu)
Pour les articles homonymes, voir Java.
Java est un jeu de société créé par Michael Kiesling et Wolfgang Kramer et publié en 2000 par Ravensburger. C'est le deuxième jeu de la série dite « du masque », comprenant Tikal (1999) et Mexica (2002). Cette « trilogie », fameuse dans le monde du jeu moderne, est basée sur un même principe, inspiré du jeu Torres (1999) des mêmes auteurs : des points d'actions limités à gérer à chaque tour, du placement tactique et des luttes de majorité.
Le jeu a été réédité en 2018 par l'éditeur Super Meeple sous le titre Cuzco. Le thème a été déplacé chez les Incas, conformément au souhait initial des auteurs.

## Principe général
Les joueurs fondent et développent des villages ainsi que des palais dans l'île de Java.

## Règle du jeu

### But du jeu
Les joueurs doivent accumuler le plus de points de victoire. Il y a quatre façons d'en gagner :
- en créant des bassins d'irrigation
- en construisant ou agrandissant des palais
- en organisant des fêtes inaugurales des palais
- en étant bien placé à la fin de la partie (ce point est primordial quant à l'obtention de la victoire)

Il faudra plusieurs parties pour maîtriser les déplacements de pions qui s'assimilent plus à du placement qu'à un véritable déplacement. En effet, bouger un pion à l'intérieur d'un village, même en montant plusieurs niveaux, peut constituer une action gratuite. Il ne suffit donc pas de monter des gradins, encore faut-il s'y installer le premier.

### Matériel
- 1 plateau de jeu
- 56 terrains triples (avec 2 cases Rizières et 1 case Village / Ville)
- 20 terrains doubles (avec 1 case Rizière et 1 case Village / Ville)
- 12 terrains simples avec une case Rizière
- 8 terrains simples avec 1 case Village / Ville
- 40 palais (6 de 2 points, 7 de 4, 8 de 6, 9 de 8, 10 de 10)
- 16 bassins d'irrigation
- 30 cartes Fête
- 12 jetons Action
- 48 pions de 4 couleurs
- 4 compteurs
- 4 aide-mémoire

### Mise en place
Poser le plateau de jeu au milieu de la table. La partie centrale représente la partie inexploitée de Java-Centre ; elle est constituée de 150 cases Terrain et de 3 cases Bassin d'irrigation. Le territoire tout autour est déjà exploité ; des montagnes et des plaines le séparent de Java-Centre. L'échelle, sur laquelle sont comptabilisés les points, entoure le plateau.
Poser tous les terrains triples et les 16 bassins d'irrigation à côté du plateau.
Classer les 40 palais selon leur valeur et poser les cinq piles à côté du plateau, le dessin du palais vers le haut (sans danseuse).
Bien mélanger les cartes Fête et poser la pile face cachée à côté du plateau. Retourner la première carte et la poser près de la pile.
Placer les compteurs cubiques sur la case 0 de l'échelle des points.
Chaque joueur reçoit :
- 12 pions d'une couleur
- 3 jetons Action
- 5 terrains doubles
- 3 terrains simples "Rizière"
- 2 terrains simples "Village / Ville"
- 1 aide-mémoire
- 3 cartes Fête de la pile qu'il ne montre pas aux autres

À moins de quatre joueurs, le matériel restant est remis dans la boîte.

### Déroulement
Chacun leur tour, le premier joueur étant déterminé aléatoirement, les joueurs disposent de 6 points d'action pour effectuer les actions suivantes :
- Poser 1 terrain sur le plateau (obligatoire au moins une fois par tour)
- Faire entrer 1 pion dans Java-Centre par la plaine
- Faire entrer 1 pion dans Java-Centre par la montagne
- Déplacer 1 pion dans Java-Centre sans changement de couleur
- Déplacer 1 pion dans Java-Centre avec changement de couleur
- Bâtir 1 palais
- Agrandir 1 palais
- Mettre en place 1 bassin d'irrigation
- Piocher 1 carte Fête
- Organiser 1 fête dans un palais (Cette action finit le tour du joueur)

### Fin de partie et vainqueur
Quand il n'y a plus de terrains triples dans la réserve, le jeu touche à sa fin. Le joueur qui a posé le dernier terrain triple effectue son tour entièrement, puis effectue le "Grand décompte final" pour lui seul. À tour de rôle, chacun des autres joueurs a encore un tour, durant lequel il n'est pas obligé de poser un terrain, avant de faire son propre "Grand décompte final". La partie est ensuite terminée. Le vainqueur est celui qui possède le plus de points sur l'échelle.